# ویکتور میخائیلوف
ویکتور میخائیلوف (روسی: Виктор Никитович Михайлов؛ زاده ۱۲ فوریه ۱۹۳۴ درگذشته ۲۵ ژوئن ۲۰۱۱) یک فیزیک‌دان اهل روسیه بود.